# Balboa (Badajoz)
Balboa es una pedanía del municipio español de Badajoz, perteneciente a la provincia de Badajoz (comunidad autónoma de Extremadura).

## Situación
Los pueblos cercanos son Talavera la Real y Villafranco del Guadiana. El Aeropuerto de Badajoz está a un kilómetro de Balboa. La rivera de los Limonetes pasa junto al pueblo.

## Demografía
En la actualidad Balboa cuenta con 467 habitantes, de los cuales 248 son varones y 219 mujeres.
Evolución de la población de Balboa en la última década:
| 604 | 584 | 567 | 549 | 464 | 456 | 454 | 540 | 544 | 528 |

## Economía

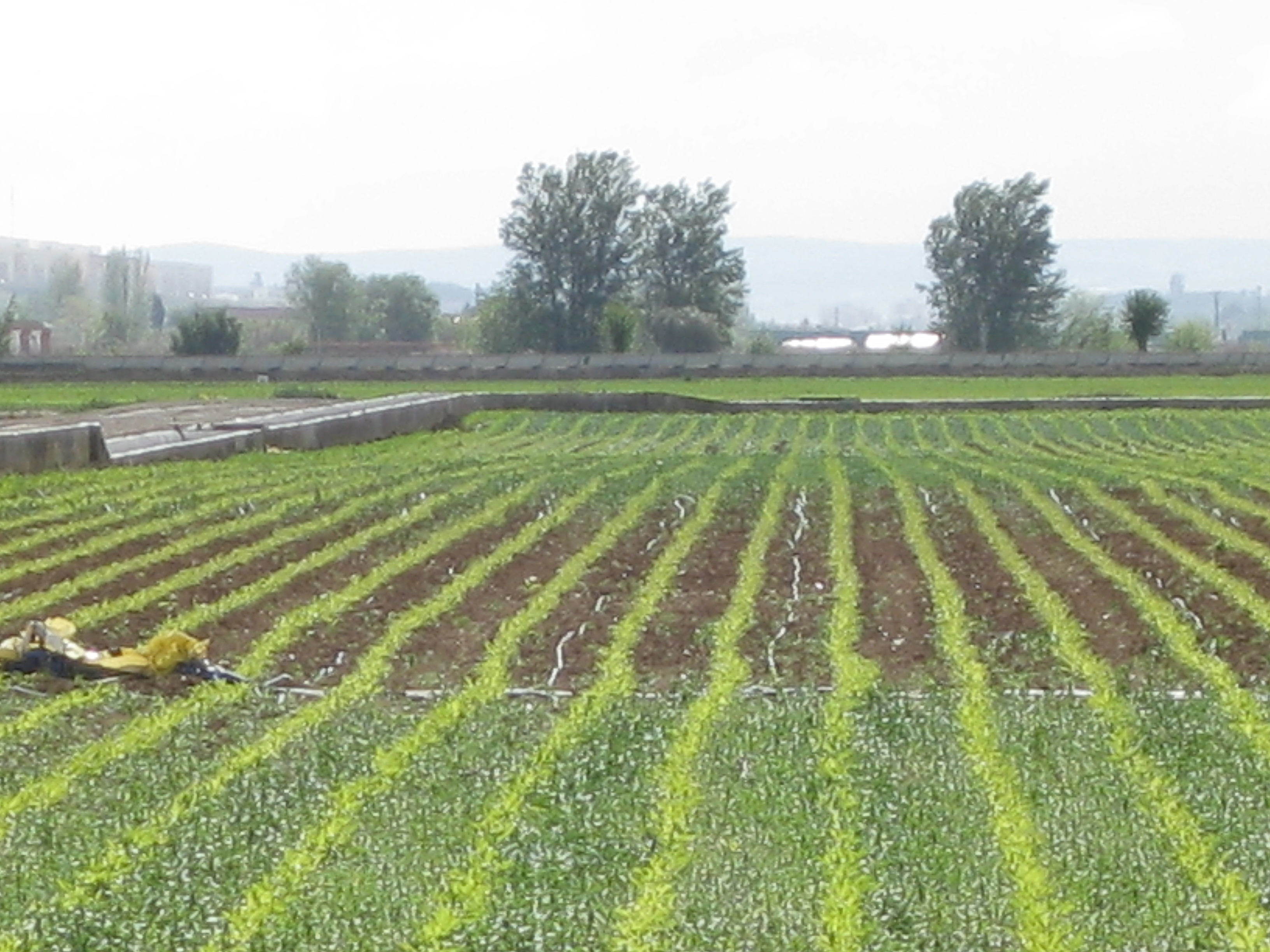
Cultivos cerca de Balboa, aprovechando las fértiles tierras del Guadiana. Mayo de 2012

La principal actividad es la agricultura.

## Patrimonio
Iglesia parroquial católica de Nuestra Señora de las Nieves, en la archidiócesis de Mérida-Badajoz.